# Высокогорные болонские диалекты
Высокогорные болонские диалекты (итал. Dialetti bolognesi montani alti) — диалекты переходного эмилианско-тосканского типа, приуроченные к обоим склонам Тоскано-Эмилианских Апеннин, расположенных перпендикулярно линии Болонья—Флоренция, традиционно относятся к эмилиано-романьольскому диалектному континууму. Наиболее распространены в коммунах Лиццано-ин-Бельведере, Гранальоне, Кастель-ди-Казио, Кастильоне-дей-Пеполи, Порретта-Терме (частично), Самбука-Пистойезе. Сходные диалекты встречаются также в провинции Лукка, но традиционно относятся к другому ареалу. Наряду с диалектами Каррары, Массы и Луниджаны, представляют собой наиболее интересные с точки зрения классификации романских языков на Линии Специя—Римини единицы.

## Особенности
Сохранение (в большинстве случаев) конечного *-o, как в тосканском (выпадают -o, как правило, после сонорных и в словосочетаниях): al lupo, но i son bisgio.
В более северных эмилианских и большинстве романьольских говоров конечные *-o подверглись сильной редукции или исчезли (до нуля звука). В значительной мере сохраняется и конечное *-e, напр.: luje, cileje. Встречается также назализация: pelegrĩ, bõ.
В большинстве случаев стёрто фонологическое различие кратких и долгих гласных в закрытом слоге (как в тосканских и др. южных диалектах).
Наличие автоматического удвоения согласных после краткого ударного гласного (как и в староболонском диалекте):  chiapponno, peggora  (Ср.: в диалектах Лукки тж. céll(e̥), sólle̥ или замещение удвоенного -ll- ретрофлексным /ɖ/: śtorièḍa). В высокогорных болонских говорах ретрофлексное (какуминальное) /ɖ/ также представлено весьма широко: mantèḍa, образуя ряд переходных по звучанию аллофонов и диалектных форм, явление простирается далее на юг, в тосканскую зону, далеко не всегда находя своё выражение в графике. В более западных областях ретрофлекс наиболее выражен в диалектах Массы и Антоны, а также в диалектах коммуны Луни (Лигурия). После безударных гласных удвоения, в отличие от тосканского, в большинстве говоров не происходит: galina, а не gallina.
Встречается аллофония смычных тосканского типа и удвоение начальных согласных на месте стыка с выпавшими латинскими согласными после предлогов, союзов, наречий и т.п.